# Commander Sozo and the Charge of the Light Brigade
Commander Sozo and the Charge of the Light Brigade é o sexto álbum de estúdio da banda DeGarmo and Key, lançado em 1985.

## Faixas
1. "Activate"
2. "Competition"
3. "Temporary Things"
4. "Apathy Alert"
5. "Charge Of The Light Brigade"
6. "Destined To Win"
7. "No More Goodbyes"
8. "Jesus Is Coming"
9. "Rise Up"
10. "Casual Christian"